# Jekatierina Aleksandrowa
Jekatierina Jewgienjewna Aleksandrowa ros. Екатерина Евгеньевна Александрова (ur. 15 listopada 1994 w Czelabińsku) – rosyjska tenisistka.

## Kariera tenisowa
Tenisistka zwyciężyła w siedmiu turniejach singlowych rangi ITF. 18 sierpnia 2025 roku osiągnęła swój najwyższy ranking WTA, miejsce 14.
W zawodach cyklu WTA Tour Rosjanka wygrała cztery turnieje w grze pojedynczej z sześciu rozegranych finałów, w grze podwójnej natomiast wygrała jeden turniej. Triumfowała też w trzech singlowych turniejach cyklu WTA 125K series, w deblu zaś zagrała w jednym finale zawodów tej rangi.
W rozgrywkach WTA zadebiutowała w 2016 roku na turnieju w Katowicach, gdzie po przejściu kwalifikacji zagrała w turnieju głównym.
W 2016 po raz pierwszy w karierze zagrała w turnieju głównym wielkoszlemowego Wimbledonu, po przejściu kwalifikacji. Pokonała w nich Stephanie Vogt i Harriet Dart, za każdym razem po długich, trzysetowych meczach. W sumie w kwalifikacjach rozegrała 108 gemów w trzech meczach. W pierwszej rundzie turnieju głównego wygrała z dawną liderką światowego rankingu, Aną Ivanović.

## Historia występów wielkoszlemowych
Legenda
     W, wygrany turniej
     F, przegrana w finale
     SF, przegrana w półfinale
     QF, przegrana w ćwierćfinale
     xR, przegrana w x rundzie
     Qx, przegrana w x rundzie kwalifikacji
     A, brak startu
     NH, turniej nie odbył się

### Występy w grze pojedynczej
| Australian Open        | A   | A   | A   | A   | A   | 1R | 2R | 1R | 3R | 3R | 1R | 3R | 1R | 1R | 0 / 9  | 7 – 9   |  |  |  |  |  |  |  |  |  |  |  |
| French Open            | A   | A   | A   | A   | A   | 2R | 1R | 3R | 3R | 2R | 2R | 3R | 1R |    | 0 / 8  | 9 – 8   |  |  |  |  |  |  |  |  |  |  |  |
| Wimbledon              | A   | A   | A   | A   | 2R  | 1R | 1R | 1R | NH | 2R | A  | 4R | A  |    | 0 / 6  | 5 – 6   |  |  |  |  |  |  |  |  |  |  |  |
| US Open                | A   | A   | A   | A   | Q2  | 2R | 1R | 2R | 2R | 2R | 2R | 3R | 3R |    | 0 / 8  | 9 – 8   |  |  |  |  |  |  |  |  |  |  |  |
|                        |     |     |     |     |     |    |    |    |    |    |    |    |    |    |        |         |  |  |  |  |  |  |  |  |  |  |  |
| Ranking na koniec roku | 772 | 410 | 256 | 269 | 133 | 73 | 93 | 35 | 33 | 33 | 19 | 21 | 28 |    | 0 / 31 | 30 – 31 |  |  |  |  |  |  |  |  |  |  |  |

### Występy w grze podwójnej
| Australian Open        | A | A | A   | A | A | A | 2R  | A  | 1R  | 1R  | A  | 1R  | 3R | 2R | 0 / 6  | 4 – 6  |  |  |  |  |  |  |  |  |  |  |  |
| French Open            | A | A | A   | A | A | A | A   | 2R | 2R  | 1R  | 1R | 1R  | 1R |    | 0 / 6  | 2 – 6  |  |  |  |  |  |  |  |  |  |  |  |
| Wimbledon              | A | A | A   | A | A | A | A   | 2R | NH  | 1R  | A  | 2R  | A  |    | 0 / 3  | 2 – 3  |  |  |  |  |  |  |  |  |  |  |  |
| US Open                | A | A | A   | A | A | A | A   | 2R | A   | 1R  | 1R | 1R  | 1R |    | 0 / 5  | 1 – 5  |  |  |  |  |  |  |  |  |  |  |  |
|                        |   |   |     |   |   |   |     |    |     |     |    |     |    |    |        |        |  |  |  |  |  |  |  |  |  |  |  |
| Ranking na koniec roku | – | – | 986 | – | – | – | 427 | 99 | 101 | 147 | 69 | 104 | 59 |    | 0 / 20 | 9 – 20 |  |  |  |  |  |  |  |  |  |  |  |

### Występy w grze mieszanej
Jekatierina Aleksandrowa nigdy nie startowała w rozgrywkach gry mieszanej podczas turniejów wielkoszlemowych.

## Finały turniejów WTA
| Legenda                     | Legenda |
| --------------------------- | ------- |
| Wielki Szlem                |         |
| Igrzyska olimpijskie        |         |
| WTA Tour Championships      |         |
| 2009 – 2020                 |         |
| WTA Premier Mandatory       |         |
| WTA Premier 5               |         |
| WTA Premier                 |         |
| WTA International Series    |         |
| WTA 125K series (2012–2020) |         |
| od 2021                     |         |
| WTA 1000 (obowiązkowe)      |         |
| WTA 1000 (nieobowiązkowe)   |         |
| WTA 500                     |         |
| WTA 250                     |         |
| WTA 125                     |         |

### Gra pojedyncza 9 (5–4)
| Końcowy wynik | Nr | Data                 | Turniej          | Nawierzchnia  | Przeciwniczka           | Wynik finału     |
| ------------- | -- | -------------------- | ---------------- | ------------- | ----------------------- | ---------------- |
| Finalistka    | 1. | 14 października 2018 | Linz             | Twarda (hala) | Camila Giorgi           | 3:6, 1:6         |
| Zwyciężczyni  | 1. | 11 stycznia 2020     | Shenzhen         | Twarda        | Jelena Rybakina         | 6:2, 6:4         |
| Finalistka    | 2. | 24 października 2021 | Moskwa           | Twarda        | Anett Kontaveit         | 6:4, 4:6, 5:7    |
| Zwyciężczyni  | 2. | 12 czerwca 2022      | ’s-Hertogenbosch | Trawiasta     | Aryna Sabalenka         | 7:5, 6:0         |
| Zwyciężczyni  | 3. | 25 września 2022     | Seul             | Twarda        | Jeļena Ostapenko        | 7:6 (4), 6:0     |
| Zwyciężczyni  | 4. | 18 czerwca 2023      | ’s-Hertogenbosch | Trawiasta     | Wieronika Kudiermietowa | 4:6, 6:4, 7:6(3) |
| Finalistka    | 3. | 26 sierpnia 2023     | Cleveland        | Twarda        | Sara Sorribes Tormo     | 6:3, 4:6, 4:6    |
| Finalistka    | 4. | 4 lutego 2024        | Linz             | Twarda (hala) | Jeļena Ostapenko        | 2:6, 3:6         |
| Zwyciężczyni  | 5. | 2 lutego 2025        | Linz             | Twarda (hala) | Dajana Jastremśka       | 6:2, 3:6, 7:5    |

### Gra podwójna 2 (1–1)
| Końcowy wynik | Nr | Data             | Turniej   | Nawierzchnia   | Partnerka        | Przeciwniczki                     | Wynik finału   |
| ------------- | -- | ---------------- | --------- | -------------- | ---------------- | --------------------------------- | -------------- |
| Zwyciężczyni  | 1. | 24 lutego 2019   | Budapeszt | Twarda (hala)  | Wiera Zwonariowa | Fanny Stollár Heather Watson      | 6:4, 4:6, 10–7 |
| Finalistka    | 1. | 20 kwietnia 2025 | Stuttgart | Ceglana (hala) | Zhang Shuai      | Gabriela Dabrowski Erin Routliffe | 3:6, 3:6       |

## Finały turniejów WTA 125K series

### Gra pojedyncza 3 (3–0)
| Końcowy wynik | Nr | Data              | Turniej | Nawierzchnia  | Przeciwniczka        | Wynik finału |
| ------------- | -- | ----------------- | ------- | ------------- | -------------------- | ------------ |
| Zwyciężczyni  | 1. | 20 listopada 2016 | Limoges | Twarda (hala) | Caroline Garcia      | 6:4, 6:0     |
| Zwyciężczyni  | 2. | 11 listopada 2018 | Limoges | Twarda (hala) | Jewgienija Rodina    | 6:2, 6:2     |
| Zwyciężczyni  | 3. | 22 grudnia 2019   | Limoges | Twarda (hala) | Alaksandra Sasnowicz | 6:1, 6:3     |

### Gra podwójna 1 (0–1)
| Końcowy wynik | Nr | Data            | Turniej | Nawierzchnia  | Partnerka           | Przeciwniczki                             | Wynik finału |
| ------------- | -- | --------------- | ------- | ------------- | ------------------- | ----------------------------------------- | ------------ |
| Finalistka    | 1. | 22 grudnia 2019 | Limoges | Twarda (hala) | Oksana Kalasznikowa | Georgina García Pérez Sara Sorribes Tormo | 2:6, 6:7(3)  |

## Historia występów w turniejach WTA
| W  | = zwycięstwo                   |
| F  | = finał                        |
| SF | = półfinał                     |
| QF | = ćwierćfinał                  |
| xR | = x runda (x – numer rundy)    |
| LQ | = odpadła w kwalifikacjach     |
| A  | = nie uczestniczyła w turnieju |
| NH | = turniej nie odbywał się      |

| a    | Uwzględniono tylko mecze rozegrane w głównej drabince turnieju.                                                                                     |
| b    | Uwzględniono tylko turnieje, w których zawodniczka wystąpiła.                                                                                       |
|      | |
| c    | Statystyki całej kariery uwzględniają wyniki w turniejach WTA, ITF, kwalifikacjach do tych turniejów oraz spotkania rozegrane w Pucharze Federacji. |
|      | |
| Q    | Do turnieju głównego dostała się przez kwalifikacje.                                                                                                |
| P5   | Turniej w danym roku miał rangę WTA Premier 5. |
| P    | Turniej w danym roku miał rangę WTA Premier |
| 1000 | Turniej w danym roku miał rangę WTA 1000. |
| 500  | Turniej w danym roku miał rangę WTA 500. |

### W grze pojedynczej
| Dubaj            | Premier 5/Premier | P             | P             | P             | A             | P             | A             | P             | A             | P             | 1R            | 500           | A             | 1R  | 1R  | 0 / 3  | 0 – 3   |
| Doha             | Premier 5/Premier | A             | A             | A             | P             | A             | P             | LQ            | P             | 1R            | 500           | A             | 500           | 3R  | SF  | 0 / 3  | 6 – 3   |
| Indian Wells     | Premier Mandatory | A             | A             | A             | A             | A             | A             | A             | 3R            | NH            | A             | 2R            | 2R            | 2R  | 2R  | 0 / 5  | 3 – 5   |
| Miami            | Premier Mandatory | A             | A             | A             | A             | A             | A             | A             | 1R            | NH            | 3R            | 2R            | QF            | SF  | 2R  | 0 / 6  | 9 – 6   |
| Madryt           | Premier Mandatory | A             | A             | A             | A             | A             | LQ            | A             | LQ            | NH            | 1R            | SF            | 4R            | 2R  |     | 0 / 4  | 6 – 4   |
| Rzym             | Premier 5         | A             | A             | A             | A             | A             | A             | A             | LQ            | 1R            | 3R            | 2R            | 2R            | 2R  |     | 0 / 5  | 2 – 5   |
| Montreal/Toronto | Premier 5         | A             | A             | A             | A             | A             | 2R            | LQ            | 3R            | NH            | A             | A             | A             | A   |     | 0 / 2  | 3 – 2   |
| Cincinnati       | Premier 5         | A             | A             | A             | A             | A             | LQ            | A             | 2R            | 2R            | 1R            | 2R            | 1R            | 1R  |     | 0 / 6  | 3 – 6   |
| Tokio/ Wuhan     | Premier 5         | A             | A             | A             | A             | A             | A             | A             | 1R            | Nie rozegrano | Nie rozegrano | Nie rozegrano | Nie rozegrano | QF  |     | 0 / 2  | 3 – 2   |
| Pekin            | Premier Mandatory | A             | A             | A             | A             | A             | A             | A             | 3R            | Nie rozegrano | Nie rozegrano | Nie rozegrano | 1R            | 2R  |     | 0 / 3  | 2 – 3   |
| Guadalajara      | –                 | Nie rozegrano | Nie rozegrano | Nie rozegrano | Nie rozegrano | Nie rozegrano | Nie rozegrano | Nie rozegrano | Nie rozegrano | Nie rozegrano | Nie rozegrano | 1R            | 3R            | 500 | 500 | 0 / 2  | 1 – 2   |
|                  |                   |               |               |               |               |               |               |               |               |               |               |               |               |     |     | 0 / 41 | 38 – 41 |

### W grze podwójnej
| Dubaj            | Premier 5/Premier | P             | P             | P             | A             | P             | A             | P             | A             | P             | A             | 500           | 1R            | 1R  | A   | 0 / 2  | 0 – 2   |
| Doha             | Premier 5/Premier | A             | A             | A             | P             | A             | P             | A             | P             | 2R            | 500           | A             | 500           | QF  | 1R  | 0 / 3  | 3 – 3   |
| Indian Wells     | Premier Mandatory | A             | A             | A             | A             | A             | A             | A             | A             | NH            | A             | A             | A             | 1R  | 2R  | 0 / 2  | 1 – 2   |
| Miami            | Premier Mandatory | A             | A             | A             | A             | A             | A             | A             | A             | NH            | 2R            | SF            | 2R            | QF  | QF  | 0 / 5  | 9 – 5   |
| Madryt           | Premier Mandatory | A             | A             | A             | A             | A             | A             | A             | A             | NH            | 1R            | A             | 1R            | A   |     | 0 / 2  | 0 – 2   |
| Rzym             | Premier 5         | A             | A             | A             | A             | A             | A             | A             | A             | A             | 1R            | 2R            | 2R            | 1R  |     | 0 / 4  | 2 – 4   |
| Montreal/Toronto | Premier 5         | A             | A             | A             | A             | A             | A             | A             | A             | NH            | A             | A             | A             | A   |     | 0 / 0  | 0 – 0   |
| Cincinnati       | Premier 5         | A             | A             | A             | A             | A             | A             | A             | A             | 2R            | A             | QF            | 1R            | 2R  |     | 0 / 4  | 3 – 4   |
| Tokio/ Wuhan     | Premier 5         | A             | A             | A             | A             | A             | A             | A             | 1R            | Nie rozegrano | Nie rozegrano | Nie rozegrano | Nie rozegrano | SF  |     | 0 / 2  | 3 – 2   |
| Pekin            | Premier Mandatory | A             | A             | A             | A             | A             | A             | A             | 2R            | Nie rozegrano | Nie rozegrano | Nie rozegrano | A             | A   |     | 0 / 1  | 1 – 1   |
| Guadalajara      | –                 | Nie rozegrano | Nie rozegrano | Nie rozegrano | Nie rozegrano | Nie rozegrano | Nie rozegrano | Nie rozegrano | Nie rozegrano | Nie rozegrano | Nie rozegrano | A             | A             | 500 | 500 | 0 / 0  | 0 – 0   |
|                  |                   |               |               |               |               |               |               |               |               |               |               |               |               |     |     | 0 / 25 | 22 – 25 |

## Finały turniejów ITF
| turnieje z pulą nagród 100 000 $   |
| turnieje z pulą nagród 75/80 000 $ |
| turnieje z pulą nagród 50/60 000 $ |
| turnieje z pulą nagród 40 000 $    |
| turnieje z pulą nagród 25 000 $    |
| turnieje z pulą nagród 15 000 $    |
| turnieje z pulą nagród 10 000 $    |

### Gra pojedyncza 15 (7–8)
| Rezultat     |    | Data       | Turniej           | ($)     | Naw.            | Przeciwniczka          | Wynik            |
| Finalistka   | 1. | 27/01/2013 | Kaarst            | 10 000  | Dywanowa (hala) | Julia Kimmelmann       | 3:6, 2:6         |
| Zwyciężczyni | 1. | 23/02/2013 | Kreuzlingen       | 10 000  | Dywanowa (hala) | Timea Bacsinszky       | 6:4, 6:3         |
| Finalistka   | 2. | 07/07/2013 | Przerów           | 15 000  | Ceglana         | Réka Luca Jani         | 2:6, 6:7(4)      |
| Zwyciężczyni | 2. | 29/09/2013 | Praga             | 10 000  | Ceglana         | Lenka Juríková         | 6:3, 3:6, 6:2    |
| Zwyciężczyni | 3. | 08/12/2013 | Wędrynia          | 15 000  | Twarda (hala)   | Kateřina Vaňková       | 5:7, 7:6(0), 6:1 |
| Zwyciężczyni | 4. | 04/05/2014 | Wiesbaden         | 25 000  | Ceglana         | Tamira Paszek          | 7:6(4), 4:6, 6:3 |
| Finalistka   | 3. | 15/11/2014 | Mińsk             | 25 000  | Twarda (hala)   | Ana Vrljić             | 6:3, 4:6, 6:7(7) |
| Finalistka   | 4. | 15/06/2015 | Przerów           | 10 000  | Ceglana         | Markéta Vondroušová    | 1:6, 4:6         |
| Finalistka   | 5. | 30/08/2015 | Brunszwik         | 15 000  | Ceglana         | Jil Teichmann          | 3:6, 3:6         |
| Zwyciężczyni | 5. | 14/02/2016 | Trnawa            | 10 000  | Twarda          | Karolína Muchová       | 6:1, 6:3         |
| Finalistka   | 6. | 15/05/2016 | Győr              | 25 000  | Ceglana         | Tamara Zidanšek        | 4:6, 4:6         |
| Finalistka   | 7. | 17/07/2016 | Ołomuniec         | 50 000  | Ceglana         | Jelizawieta Kuliczkowa | 6:4, 2:6, 1:6    |
| Zwyciężczyni | 6. | 19/03/2017 | Shenzhen          | 60 000  | Twarda          | Aryna Sabalenka        | 6:2, 7:5         |
| Zwyciężczyni | 7. | 19/03/2017 | Croissy-Beaubourg | 60 000  | Twarda          | Richèl Hogenkamp       | 6:2, 6:7(3), 6:3 |
| Finalistka   | 8. | 15/07/2018 | Budapeszt         | 100 000 | Ceglana         | Viktória Kužmová       | 3:6, 6:4, 1:6    |

## Występy w igrzyskach olimpijskich

### Gra pojedyncza
| Runda                                                                                     | Przeciwniczka              | Wynik            |
| ----------------------------------------------------------------------------------------- | -------------------------- | ---------------- |
|                                                                                           |                            |                  |
| Letnie Igrzyska Olimpijskie w Tokio 2020, reprezentując Rosyjski Komitet Olimpijski       |                            |                  |
| I runda                                                                                   | Belgia: Elise Mertens [13] | 4:6, 6:4, 6:4    |
| II runda                                                                                  | Argentyna: Nadia Podoroska | 1:6, 3:6         |
| Letnie Igrzyska Olimpijskie w Paryżu 2024, reprezentując Indywidualni sportowcy neutralni |                            |                  |
| I runda                                                                                   | Chiny: Yuan Yue            | 5:7, 7:6(0), 2:6 |

### Gra podwójna
| Runda                                                                                             | Partnerka       | Przeciwniczki                            | Wynik             |
| ------------------------------------------------------------------------------------------------- | --------------- | ---------------------------------------- | ----------------- |
|                                                                                                   |                 |                                          |                   |
| Letnie Igrzyska Olimpijskie w Paryżu 2024, reprezentując państwo Indywidualni sportowcy neutralni |                 |                                          |                   |
| I runda                                                                                           | Jelena Wiesnina | Czechy: Karolína Muchová / Linda Nosková | 6:2, 6:7(5), 6–10 |